# Liste der meistbesuchten Städte
Folgende Listen sortieren die jeweils 100 meistbesuchten Städte der Welt nach der Anzahl an ausländischen Besuchern zum jeweils letzten ermittelbaren Zeitpunkt. Als ausländischer Besucher zählt jede internationale Ankunft per Land, See oder Flugzeug zu touristischen oder geschäftlichen Zwecken. Da die beiden Quellen der Berater Euromonitor und das Unternehmen Mastercard den Begriff des ausländischen Besuchers jeweils anders definieren, unterscheiden sich ihre jeweiligen Ranglisten. Zudem können die Listen auf unterschiedlichen Quelldaten beruhen.
2018 war Hongkong mit insgesamt 29,3 Millionen Besuchern die meistbesuchte Stadt, wenn alle ausländischen Personen gezählt werden, die mindestens 24 Stunden dort verbracht haben. Bangkok belegte dagegen den ersten Rang, wenn nur Personen mitgezählt werden, die dort mindestens einmal übernachtet haben. 2016 waren das 21,5 Millionen Personen. Im Ranking von Euromonitor sind insgesamt 3 deutsche Städte (Berlin, München und Frankfurt am Main) und in dem von Mastercard insgesamt 5 (München, Berlin, Frankfurt am Main, Düsseldorf und Hamburg).

## Top 10 laut Euromonitor (Stand: 2023)
Liste der 10 meistbesuchten Städte der Welt im Jahre 2023 laut Euromonitor. Um als Besucher einer Stadt zu zählen, muss eine Person mindestens 24 Stunden in der jeweiligen Stadt verbracht haben. Angegeben ist zudem das Wachstum der internationalen Ankünfte im Vergleich zum Vorjahr.
| Rang | Stadt         | Land                         | Besucher (2023) | Wachstum |
| ---- | ------------- | ---------------------------- | --------------- | -------- |
| 1    | Istanbul      | Türkei                       | 20.200.000      | 26 %     |
| 2    | London        | Vereinigtes Königreich       | 18.800.000      | 17 %     |
| 3    | Dubai         | Vereinigte Arabische Emirate | 16.800.000      | 18 %     |
| 4    | Antalya       | Türkei                       | 16.500.000      | 29 %     |
| 5    | Paris         | Frankreich                   | 15.500.000      | 4 %      |
| 6    | Hongkong      | Hongkong                     | 14.700.000      | 2.495 %  |
| 7    | Bangkok       | Thailand                     | 12.200.000      | 142 %    |
| 8    | New York City | Vereinigte Staaten           | 11.700.000      | 24 %     |
| 9    | Cancún        | Mexiko                       | 10.800.000      | 13 %     |
| 10   | Mekka         | Saudi-Arabien                | 10.800.000      | 124 %    |

## Top 100 laut Euromonitor (Stand: 2018)
Liste der 100 meistbesuchten Städte der Welt im Jahre 2018 laut dem Top 100 City Destinations Ranking. Um als Besucher einer Stadt zu zählen, muss eine Person mindestens 24 Stunden in der jeweiligen Stadt verbracht haben. Angegeben ist zudem das Wachstum der internationalen Ankünfte im Vergleich zum Vorjahr.
| Rang | Stadt             | Land                         | Besucher (2018) | Wachstum |
| ---- | ----------------- | ---------------------------- | --------------- | -------- |
| 1    | Hongkong          | Hongkong                     | 29.262.700      | 5,0 %    |
| 2    | Bangkok           | Thailand                     | 24.177.500      | 7,7 %    |
| 3    | London            | Vereinigtes Königreich       | 19.233.000      | −3,0 %   |
| 4    | Macau             | Volksrepublik China          | 18.931.400      | 9,2 %    |
| 5    | Singapur          | Singapur                     | 18.551.200      | 5,3 %    |
| 6    | Paris             | Frankreich                   | 17.560.200      | 10,9 %   |
| 7    | Dubai             | Vereinigte Arabische Emirate | 15.920.700      | 0,8 %    |
| 8    | New York City     | Vereinigte Staaten           | 13.600.000      | 3,8 %    |
| 9    | Kuala Lumpur      | Malaysia                     | 13.434.300      | 4,6 %    |
| 10   | Istanbul          | Türkei                       | 13.433.000      | 25,2 %   |
| 11   | Delhi             | Indien                       | 12.645.300      | 24,5 %   |
| 12   | Antalya           | Türkei                       | 12.438.800      | 31,2 %   |
| 13   | Shenzhen          | Volksrepublik China          | 12.202.100      | 1,1 %    |
| 14   | Mumbai            | Indien                       | 10.590.100      | 17,9 %   |
| 15   | Phuket            | Thailand                     | 10.550.700      | 4,4 %    |
| 16   | Rom               | Italien                      | 10.065.400      | 5,6 %    |
| 17   | Tokio             | Japan                        | 9.985.100       | 4,6 %    |
| 18   | Pattaya           | Thailand                     | 9.606.400       | 5,1 %    |
| 19   | Taipeh            | Taiwan                       | 9.597.800       | 3,5 %    |
| 20   | Mekka             | Saudi-Arabien                | 9.565.200       | −2,4 %   |
| 21   | Guangzhou         | Volksrepublik China          | 9.004.800       | 0,0 %    |
| 22   | Prag              | Tschechien                   | 8.948.600       | 1,6 %    |
| 23   | Medina            | Saudi-Arabien                | 8.547.200       | −2,4 %   |
| 24   | Seoul             | Südkorea                     | 8.431.400       | 10,1 %   |
| 25   | Amsterdam         | Niederlande                  | 8.354.200       | 6,5 %    |
| 26   | Agra              | Indien                       | 8.138.200       | 22,5 %   |
| 27   | Miami             | Vereinigte Staaten           | 8.121.300       | 4,1 %    |
| 28   | Osaka             | Japan                        | 7.861.500       | 19,0 %   |
| 29   | Las Vegas         | Vereinigte Staaten           | 7.500.000       | 4,7 %    |
| 30   | Shanghai          | Volksrepublik China          | 7.483.500       | 4,0 %    |
| 31   | Ho-Chi-Minh-Stadt | Vietnam                      | 7.200.000       | 15,4 %   |
| 32   | Denpasar          | Indonesien                   | 7.185.600       | 15,2 %   |
| 33   | Barcelona         | Spanien                      | 6.714.500       | 6,8 %    |
| 34   | Los Angeles       | Vereinigte Staaten           | 6.591.300       | −1,4 %   |
| 35   | Mailand           | Italien                      | 6.481.300       | 2,1 %    |
| 36   | Chennai           | Indien                       | 6.422.800       | 26,3 %   |
| 37   | Wien              | Österreich                   | 6.410.300       | 3,6 %    |
| 38   | Johor Bahru       | Malaysia                     | 6.396.000       | 14,8 %   |
| 39   | Jaipur            | Indien                       | 6.383.400       | 20,7 %   |
| 40   | Cancún            | Mexiko                       | 6.041.000       | 0,0 %    |
| 41   | Berlin            | Deutschland                  | 5.959.400       | 5,9 %    |
| 42   | Kairo             | Ägypten                      | 5.754.500       | 31,1 %   |
| 43   | Athen             | Griechenland                 | 5.728.400       | 19,4 %   |
| 44   | Orlando           | Vereinigte Staaten           | 5.553.600       | 5,4 %    |
| 45   | Moskau            | Russland                     | 5.510.000       | 14,8 %   |
| 46   | Venedig           | Italien                      | 5.502.500       | 3,5 %    |
| 47   | Madrid            | Spanien                      | 5.440.100       | 3,2 %    |
| 48   | Hạ Long           | Vietnam                      | 5.294.800       | 22,0 %   |
| 49   | Riad              | Saudi-Arabien                | 5.267.500       | −2,4 %   |
| 50   | Dublin            | Irland                       | 5.213.400       | 4,6 %    |
| 51   | Florenz           | Italien                      | 5.059.900       | 2,4 %    |
| 52   | Hanoi             | Vietnam                      | 4.687.000       | 9,0 %    |
| 53   | Toronto           | Kanada                       | 4.510.300       | 5,2 %    |
| 54   | Johannesburg      | Südafrika                    | 4.120.800       | 1,3 %    |
| 55   | Sydney            | Australien                   | 4.090.600       | 3,2 %    |
| 56   | München           | Deutschland                  | 4.066.600       | 6,2 %    |
| 57   | Jakarta           | Indonesien                   | 4.033.000       | 12,4 %   |
| 58   | Peking            | Volksrepublik China          | 4.002.400       | 2,0 %    |
| 59   | Sankt Petersburg  | Russland                     | 3.996.000       | 11,0 %   |
| 60   | Brüssel           | Belgien                      | 3.942.000       | 14,9 %   |
| 61   | Jerusalem         | Israel                       | 3.930.000       | 11,6 %   |
| 62   | Budapest          | Ungarn                       | 3.822.800       | 4,6 %    |
| 63   | Lissabon          | Portugal                     | 3.539.400       | 0,5 %    |
| 64   | Dammam            | Saudi-Arabien                | 3.498.900       | −2,4 %   |
| 65   | Penang Island     | Malaysia                     | 3.437.100       | 7,6 %    |
| 66   | Heraklion         | Griechenland                 | 3.371.800       | 7,1 %    |
| 67   | Kyoto             | Japan                        | 3.294.200       | 3,0 %    |
| 68   | Zhuhai            | Volksrepublik China          | 3.259.700       | 2,4 %    |
| 69   | Vancouver         | Kanada                       | 3.212.100       | 7,1 %    |
| 70   | Chiang Mai        | Thailand                     | 3.196.000       | 2,1 %    |
| 71   | Kopenhagen        | Dänemark                     | 3.069.700       | 3,6 %    |
| 72   | San Francisco     | Vereinigte Staaten           | 2.901.000       | 0,0 %    |
| 73   | Melbourne         | Australien                   | 2.889.000       | 5,8 %    |
| 74   | Warschau          | Polen                        | 2.850.000       | 1,8 %    |
| 75   | Marrakesch        | Marokko                      | 2.838.100       | 6,3 %    |
| 76   | Kalkutta          | Indien                       | 2.826.500       | 10,4 %   |
| 77   | Cebu City         | Philippinen                  | 2.805.100       | 24,9 %   |
| 78   | Auckland          | Neuseeland                   | 2.798.900       | 5,0 %    |
| 79   | Tel Aviv          | Israel                       | 2.777.000       | 7,9 %    |
| 80   | Guilin            | Volksrepublik China          | 2.747.000       | 10,4 %   |
| 81   | Honolulu          | Vereinigte Staaten           | 2.737.300       | 1,9 %    |
| 82   | Hurghada          | Ägypten                      | 2.735.700       | 46,8 %   |
| 83   | Krakau            | Polen                        | 2.732.000       | 3,9 %    |
| 84   | Muğla             | Türkei                       | 2.723.800       | 37,4 %   |
| 85   | Buenos Aires      | Argentinien                  | 2.685.700       | 5,2 %    |
| 86   | Chiba             | Japan                        | 2.683.900       | 10,4 %   |
| 87   | Frankfurt am Main | Deutschland                  | 2.636.000       | 5,6 %    |
| 88   | Stockholm         | Schweden                     | 2.604.600       | 5,3 %    |
| 89   | Lima              | Peru                         | 2.535.400       | 8,0 %    |
| 90   | Đà Nẵng           | Vietnam                      | 2.505.000       | 25,0 %   |
| 91   | Batam             | Indonesien                   | 2.492.600       | 11,9 %   |
| 92   | Nizza             | Frankreich                   | 2.466.800       | 6,0 %    |
| 93   | Fukuoka           | Japan                        | 2.436.900       | 20,3 %   |
| 94   | Abu Dhabi         | Vereinigte Arabische Emirate | 2.402.800       | 7,1 %    |
| 95   | Jeju              | Südkorea                     | 2.349.200       | −3,3 %   |
| 96   | Porto             | Portugal                     | 2.341.300       | 4,9 %    |
| 97   | Rhodos            | Griechenland                 | 2.337.700       | 7,3 %    |
| 98   | Rio de Janeiro    | Brasilien                    | 2.278.300       | 1,2 %    |
| 99   | Krabi             | Thailand                     | 2.255.300       | 6,5 %    |
| 100  | Bangalore         | Indien                       | 2.239.200       | 25,7 %   |

## Top 100 laut Mastercard (Stand: 2016)
Liste der 100 meistbesuchten Städte der Welt im Jahre 2016 laut dem Mastercard Global Destinations Cities Index. Um als Besucher gezählt zu werden, muss eine Person mindestens einmal in der jeweiligen Stadt übernachtet haben. Angegeben sind zudem die Ausgaben der Besucher der jeweiligen Stadt. Bei Städten, die direkt an ausländisches Territorium grenzen, werden Grenzübertritte per Land nicht als internationale Besucher mitgezählt (z. B. zwischen Singapur und dem benachbarten Malaysia).
| Rang | Stadt             | Land                         | Besucher (2016) | Einnahmen in Mrd. $ |
| ---- | ----------------- | ---------------------------- | --------------- | ------------------- |
| 1    | Bangkok           | Thailand                     | 21.470.000      | 14,84               |
| 2    | London            | Vereinigtes Königreich       | 19.880.000      | 19,76               |
| 3    | Paris             | Frankreich                   | 18.030.000      | 12,88               |
| 4    | Dubai             | Vereinigte Arabische Emirate | 15.270.000      | 31,30               |
| 5    | New York City     | Vereinigte Staaten           | 12.750.000      | 18,52               |
| 6    | Singapur          | Singapur                     | 12.110.000      | 12,54               |
| 7    | Kuala Lumpur      | Malaysia                     | 12.020.000      | 11,34               |
| 8    | Istanbul          | Türkei                       | 11.950.000      | 7,54                |
| 9    | Tokio             | Japan                        | 10.700.000      | 13,48               |
| 10   | Seoul             | Südkorea                     | 10.200.000      | 11,30               |
| 11   | Hongkong          | Volksrepublik China          | 8.370.000       | 6,84                |
| 12   | Barcelona         | Spanien                      | 8.200.000       | 9,28                |
| 13   | Amsterdam         | Niederlande                  | 8.000.000       | 4,20                |
| 14   | Mailand           | Italien                      | 7.650.000       | 4,56                |
| 15   | Taipeh            | Taiwan                       | 7.350.000       | 9,60                |
| 16   | Rom               | Italien                      | 7.120.000       | 4,47                |
| 17   | Osaka             | Japan                        | 7.020.000       | 3,39                |
| 18   | Wien              | Österreich                   | 6.690.000       | 4,54                |
| 19   | Shanghai          | Volksrepublik China          | 6.120.000       | 5,00                |
| 20   | Prag              | Tschechien                   | 5.810.000       | 2,70                |
| 21   | Los Angeles       | Vereinigte Staaten           | 5.600.000       | 8,10                |
| 22   | Madrid            | Spanien                      | 5.260.000       | 8,02                |
| 23   | München           | Deutschland                  | 5.250.000       | 5,32                |
| 24   | Miami             | Vereinigte Staaten           | 5.240.000       | 8,15                |
| 25   | Dublin            | Irland                       | 4.970.000       | 1,87                |
| 26   | Berlin            | Deutschland                  | 4.940.000       | 5,00                |
| 27   | Mumbai            | Indien                       | 4.860.000       | 3,60                |
| 28   | Riad              | Saudi-Arabien                | 4.590.000       | 1,69                |
| 29   | Toronto           | Kanada                       | 4.520.000       | 2,16                |
| 30   | Chennai           | Indien                       | 4.370.000       | 3,24                |
| 31   | Peking            | Volksrepublik China          | 4.050.000       | 4,08                |
| 32   | Lima              | Peru                         | 4.030.000       | 1,44                |
| 33   | San Francisco     | Vereinigte Staaten           | 3.930.000       | 5,93                |
| 34   | Vancouver         | Kanada                       | 3.900.000       | 2,12                |
| 35   | Sydney            | Australien                   | 3.750.000       | 6,40                |
| 36   | Guangzhou         | Volksrepublik China          | 3.700.000       | 1,66                |
| 37   | Lissabon          | Portugal                     | 3.630.000       | 1,43                |
| 38   | Frankfurt am Main | Deutschland                  | 3.620.000       | 3,67                |
| 39   | Johannesburg      | Südafrika                    | 3.600.000       | 1,73                |
| 40   | Budapest          | Ungarn                       | 3.360.000       | 0,95                |
| 41   | Abu Dhabi         | Vereinigte Arabische Emirate | 3.140.000       | 2,65                |
| 42   | Ho-Chi-Minh-Stadt | Vietnam                      | 3.050.000       | 3,12                |
| 43   | Mexiko-Stadt      | Mexiko                       | 2.980.000       | 2,27                |
| 44   | Punta Cana        | Dominikanische Republik      | 2.730.000       | 2,95                |
| 45   | Brüssel           | Belgien                      | 2.710.000       | 1,92                |
| 46   | Athen             | Griechenland                 | 2.680.000       | 1,62                |
| 47   | Melbourne         | Australien                   | 2.650.000       | 4,94                |
| 48   | Delhi             | Indien                       | 2.580.000       | 1,91                |
| 49   | São Paulo         | Brasilien                    | 2.300.000       | 1,50                |
| 50   | Zürich            | Schweiz                      | 2.240.000       | 2,23                |
| 50   | Montreal          | Kanada                       | 2.240.000       | 1,08                |
| 52   | Hanoi             | Vietnam                      | 2.200.000       | 1,28                |
| 53   | Washington, D.C.  | Vereinigte Staaten           | 2.180.000       | 2,54                |
| 54   | Shenzhen          | Volksrepublik China          | 2.120.000       | 0,83                |
| 55   | Chicago           | Vereinigte Staaten           | 2.080.000       | 2,95                |
| 55   | Stockholm         | Schweden                     | 2.080.000       | 1,68                |
| 57   | Buenos Aires      | Argentinien                  | 2.020.000       | 1,69                |
| 58   | Düsseldorf        | Deutschland                  | 1.950.000       | 1,98                |
| 59   | Moskau            | Russland                     | 1.830.000       | 0,94                |
| 60   | Boston            | Vereinigte Staaten           | 1.740.000       | 2,18                |
| 60   | Chengdu           | Volksrepublik China          | 1.740.000       | 0,60                |
| 62   | Kalkutta          | Indien                       | 1.720.000       | 1,27                |
| 63   | Edinburgh         | Vereinigtes Königreich       | 1.660.000       | 1,13                |
| 64   | San Jose          | Vereinigte Staaten           | 1.630.000       | 0,86                |
| 64   | Kopenhagen        | Dänemark                     | 1.630.000       | 0,91                |
| 66   | Jakarta           | Indonesien                   | 1.550.000       | 1,19                |
| 66   | Kairo             | Ägypten                      | 1.550.000       | 1,08                |
| 68   | Teheran           | Iran                         | 1.520.000       | 0,31                |
| 69   | Houston           | Vereinigte Staaten           | 1.500.000       | 2,48                |
| 70   | Hamburg           | Deutschland                  | 1.450.000       | 1,47                |
| 71   | Rio de Janeiro    | Brasilien                    | 1.370.000       | 0,97                |
| 71   | Warschau          | Polen                        | 1.370.000       | 0,51                |
| 71   | Kapstadt          | Südafrika                    | 1.370.000       | 1,00                |
| 74   | Manila            | Philippinen                  | 1.320.000       | 0,98                |
| 75   | Bogotá            | Kolumbien                    | 1.260.000       | 1,35                |
| 76   | Xi’an             | Volksrepublik China          | 1.210.000       | 0,63                |
| 77   | Beirut            | Libanon                      | 1.160.000       | 1,12                |
| 78   | Genf              | Schweiz                      | 1.150.000       | 1,14                |
| 79   | Colombo           | Sri Lanka                    | 1.130.000       | 0,95                |
| 80   | Xiamen            | Volksrepublik China          | 1.090.000       | 0,93                |
| 81   | Bukarest          | Rumänien                     | 1.050.000       | 0,31                |
| 81   | Casablanca        | Marokko                      | 1.050.000       | 0,62                |
| 83   | Atlanta           | Vereinigte Staaten           | 1.020.000       | 1,47                |
| 84   | Sofia             | Bulgarien                    | 1.010.000       | 0,44                |
| 85   | Sankt Petersburg  | Russland                     | 990.000         | 0,51                |
| 85   | Tel Aviv-Jaffa    | Israel                       | 990.000         | 1,31                |
| 87   | Dalian            | Volksrepublik China          | 940.000         | 0,55                |
| 88   | Montevideo        | Uruguay                      | 930.000         | 0,55                |
| 88   | Amman             | Jordanien                    | 930.000         | 0,94                |
| 90   | Hangzhou          | Volksrepublik China          | 900.000         | 0,43                |
| 90   | Pune              | Indien                       | 900.000         | 0,66                |
| 92   | Durban            | Südafrika                    | 830.000         | 0,29                |
| 93   | Dallas            | Vereinigte Staaten           | 780.000         | 1,13                |
| 94   | Accra             | Ghana                        | 760.000         | 0,53                |
| 95   | Quito             | Ecuador                      | 750.000         | 0,42                |
| 95   | Tianjin           | Volksrepublik China          | 750.000         | 2,24                |
| 97   | Bangalore         | Indien                       | 740.000         | 0,55                |
| 98   | Qingdao           | Volksrepublik China          | 730.000         | 0,53                |
| 99   | Philadelphia      | Vereinigte Staaten           | 720.000         | 1,05                |
| 100  | Lagos             | Nigeria                      | 710.000         | 0,16                |